# De oorsprong van onze politiek I: Van de prehistorie tot de Verlichting

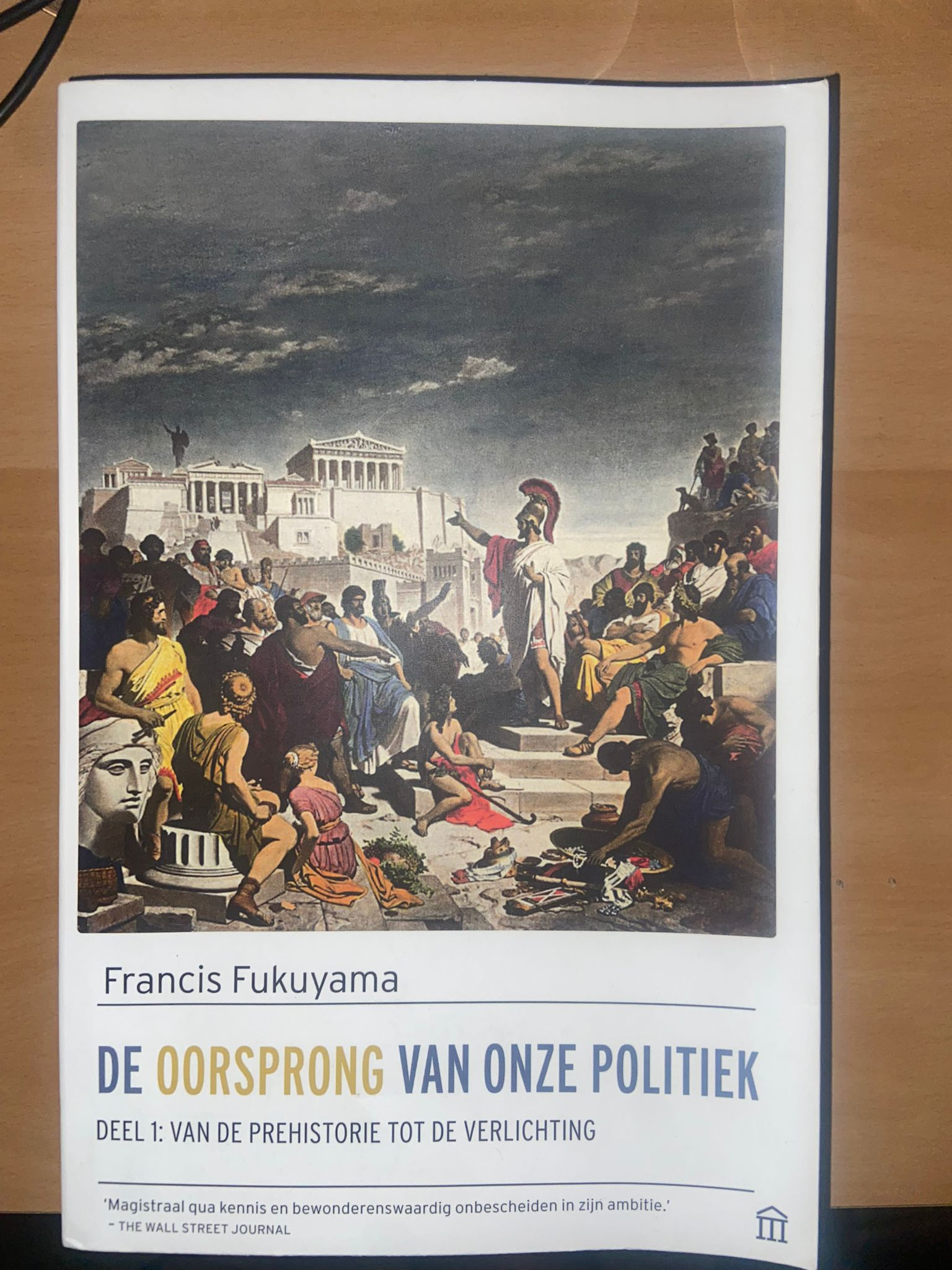
De omslag van het boek De oorsprong van onze politiek I: Van de prehistorie tot de Verlichting, van professor Francis Fukuyama.

De oorsprong van onze politiek I: Van de prehistorie tot de Verlichting (Engels: The Origins of Political Order: From Prehuman Times to the French Revolution) is een boek van Amerikaans politicoloog en filosoof Francis Fukuyama uit 2011, dat hetzelfde jaar in het Nederlands werd vertaald bij de uitgeverij Atlas Contact. Het behandelt politieke ontwikkeling, wat uitgelegd wordt door de geschiedenissen van verschillende landen en regio's van de prehistorie tot en met de vroegmoderne periode te analyseren en vergelijken. Daarnaast komt er politieke theorievorming aan bod over de verschillende componenten van politieke ontwikkeling en de relatie met andere maatschappelijke domeinen. Het boek vormt het eerste onderdeel van een tweedelige serie over politieke ontwikkeling; het tweede boek heet De oorsprong van onze politiek II: Orde en verval, dat politieke ontwikkeling bespreekt in de moderne tijd.
De stelling van professor Fukuyama - vooral bekend voor zijn these van het einde van de geschiedenis - is dat politieke ontwikkeling bestaat uit drie componenten:
- Een 'staat', waar Fukuyama de definitie van Max Weber hanteert: "een organisatie met een legitiem geweldsmonopolie binnen een afgebakend gebied".[3] Fukuyama stelt ook, zoals Weber, dat een staat 'modern' is wanneer zij een rationele arbeidsverdeling heeft, gebaseerd op technische specialisering en deskundigheid - in plaats van nepotisme - en onpersoonlijk is, in rekrutering van personeel en in het gezag dat hij uitoefent over zijn burgers.[3] Met de ontwikkeling van de staat neemt de capaciteit van de politiek om macht uit te oefenen over de samenleving toe.[1][4]
- Een rechtsorde, die niet enkel mag gelden voor gewone burgers, maar voor de machthebbers en hun vrienden en familie bindend moet zijn. Dit is een component die politieke machtsuitoefening beteugelt.[1][5]
- Politieke verantwoording, die de belangen van de politiek in overeenstemming brengt met de wensen van de bredere bevolking. Machthebbers behoren zo gehoor te geven aan de behoeftes uit de samenleving. Dit is een andere beteugeling van politieke machtsuitoefening.[6]

Fukuyama onderzoekt de evolutie van deze instellingen door een reeks historische gevalstudies te onderzoeken uit de periode van "voormenselijke tijden tot aan de vooravond van de Franse en Amerikaanse Revolutie." Deze omvatten onder meer het antieke China, het Ottomaanse rijk, het middeleeuwse Latijns-christelijke West-Europa en het koloniale Latijns-Amerika. In zijn laatste hoofdstukken stelt hij een theorie op over politieke ontwikkeling die ook andere maatschappelijke aspecten in rekening houdt, zoals ideeën over legitimiteit en sociale mobilisatie. Daarnaast waarschuwt hij voor het gevaar van 'politiek verval', waardoor de kwaliteit van de politiek terug achteruit gaat. Volgens Fukuyama is dit een continue gevaar waar politieke systemen aan onderhevig zijn. Hij besluit ook dat de 'malthusiaanse omstandigheden' waaronder politieke ontwikkeling zich in de pre-industriële wereld voltrok volledig getransformeerd zijn in de moderne wereld, waardoor zaken zoals economische groei nieuwe dimensies teweegbrengen die in zijn volgende boek verder worden onderzocht.

## Inhoud
Het boek is uitgegeven onder de titel The Origins of Political Order: From Prehuman Times to the French Revolution, in 2011 gepubliceerd bij de Amerikaanse uitgever Farrar, Straus en Giroux, gevestigd in New York. De Nederlandstalige uitgave vond datzelfde jaar plaats bij uitgeverij Atlas Contact gevestigd in Amsterdam. De Nederlandse vertaler is Robert Vernooy. Fukuyama draagt het boek op aan zijn overleden oudprofessor en collega-politicoloog Samuel Huntington, die in 2008 was gestorven. 
Onderstaand zullen de verschillende delen en hoofdstukken van het boek volgen met de thema's die erin worden besproken, zoals aangegeven bovenaan ieder hoofdstuk. Bij ieder aangegeven thema zal soms een citaat of korte samenvatting van Fukuyama's conclusie volgen.

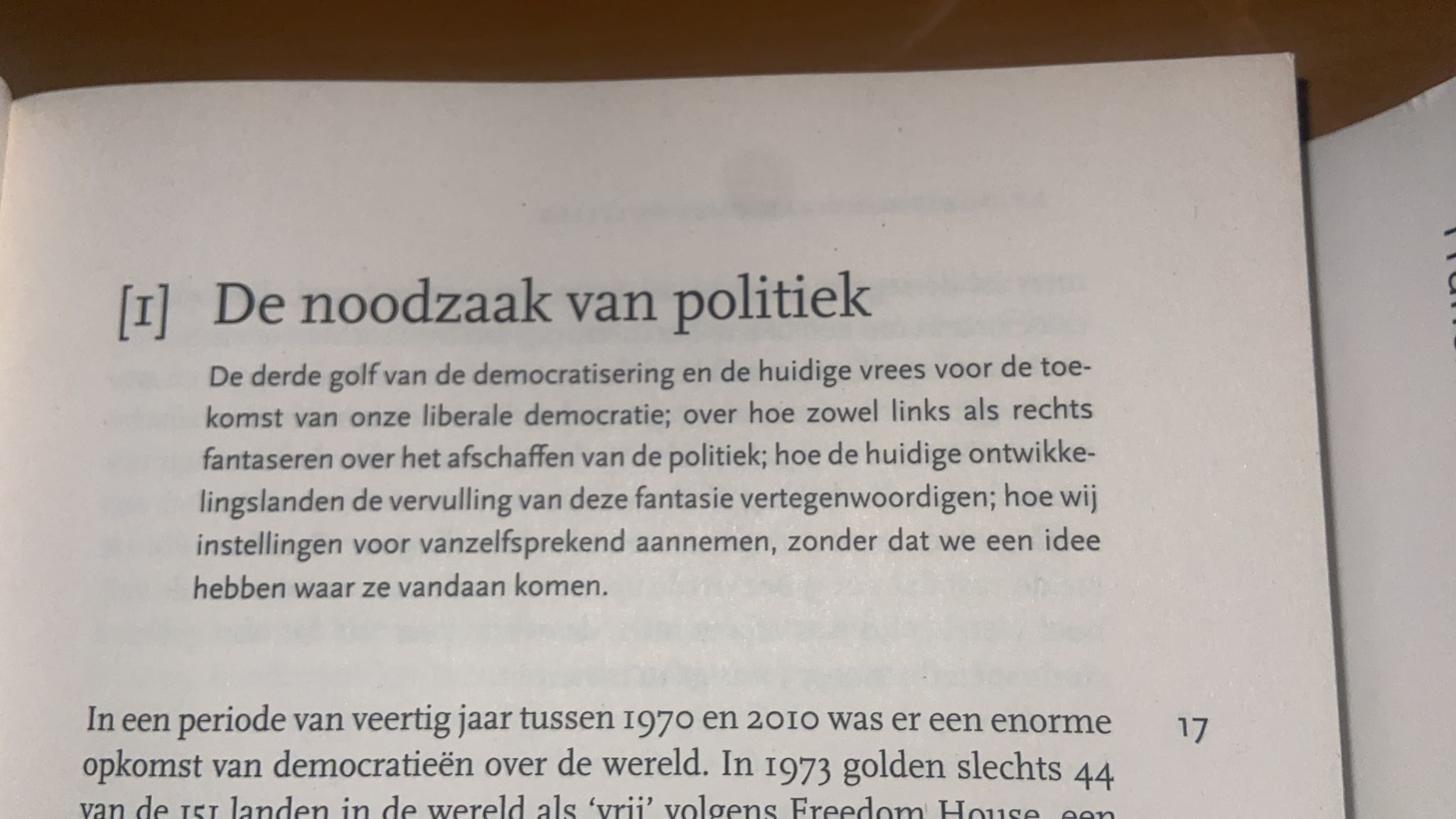
Aangegeven net onder de hoofdstuktitel en boven de tekst staan de verschillende thema's van het hoofdstuk. Deze staan allemaal opgelijst onderaan, met een citaat of korte samenvatting van wat Fukuyama hierover schrijft.

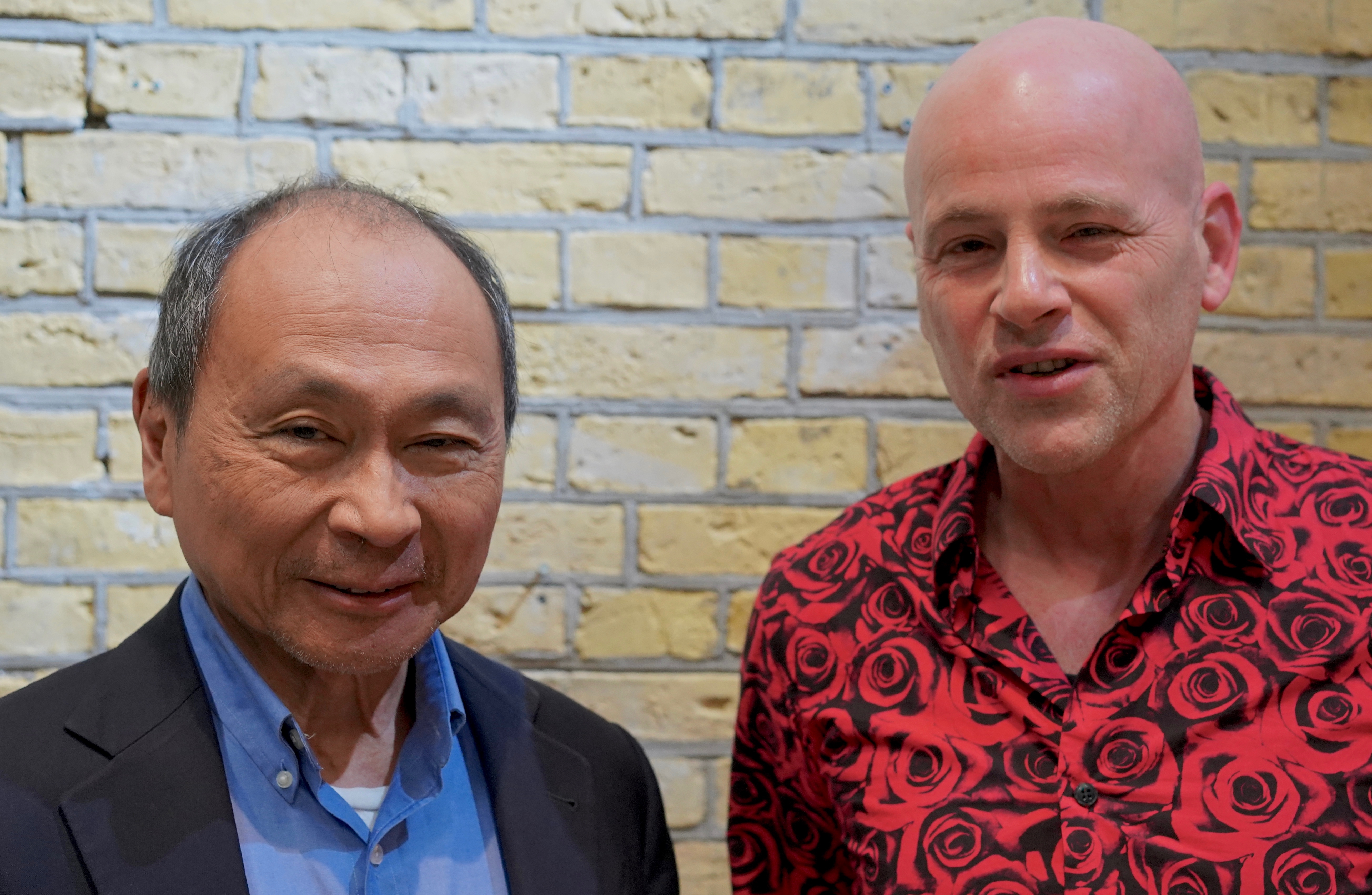
Francis Fukuyama in een persoonlijke ontmoeting in 2019 met zijn Nederlandse vertaler Robert Vernooy.

### Voorwoord
Fukuyama stelt in zijn voorwoord het volgende: 
"Dit boek heeft twee ontstaansredenen. De eerste deed zich voor toen mijn voormalige leraar, wijlen Samuel Huntington van Harvard University, mij vroeg om een voorwoord te schrijven bij een nieuwe editie van zijn klassieker uit 1968, Political Order in Changing Societies. (...) Het oorspronkelijke boek was een van de laatste pogingen om een brede monografie over de ontwikkeling van de politiek te schrijven. (...) Het vormde de grondslag van veel belangrijke ideeën op het gebied van de vergelijkende politicologie, waaronder een theorie over politiek verval, het concept van autoritaire modernisering en de opvatting dat de ontwikkeling van de politiek een verschijnsel was dat losstond van andere aspecten van de modernisering. Terwijl ik aan het voorwoord werkte, bedacht ik dat, hoe belangrijk Political Order ook mocht zijn, het hier en daar bijgewerkt moest worden. (...) In de jaren sinds zijn publicatie zijn er veel belangrijke ontwikkelingen geweest, zoals de economische opkomst van Oost-Azië, de ineenstorting van het wereldcommunisme, de globalisering en de ‘Derde Golf’ van de democratisering, zoals Huntington dat zelf noemde, die in de jaren zeventig begon. (...) Ik bedacht derhalve dat het gepast zou zijn om terug te keren tot de thema’s van dat boek en te proberen die toe te passen op de wereld van nu." 
Daarnaast wil Fukuyama achterhalen wat de diepere worstels zijn van instellingen, waar "nog meer fundamenteel werk verricht zou moeten worden om de oorzaken van de opkomst en het verval van de politiek te verklaren." In Huntingtons werk zou al uitgegaan zijn van het bestaan van politieke instellingen zoals de staat, het leger of het rechtssysteem, terwijl Fukuyama beweert dat het juist cruciaal is om te begrijpen 
"(...) waar die systemen oorspronkelijk vandaan kwamen (...) Landen zitten niet vast aan hun verleden. Maar in veel gevallen hebben dingen die honderden of zelfs duizenden jaren geleden zijn gebeurd tot op de dag van vandaag nog steeds een grote invloed op het karakter van de politiek. Willen we het heden van instellingen die nu voor ons vanzelfsprekend zijn begrijpen, dan moeten we eerst kijken naar hun oorsprong en de dikwijls onvoorziene, toevallige krachten waardoor ze zijn ontstaan."
De tweede reden voor Fukuyama - die samenhangt met zijn belangstelling voor de geschiedenis van politieke instellingen - zijn de problemen van failed states te begrijpen, waar de internationale gemeenschap veel moeilijkheden heeft ondervonden om daar moderne natiestaten te onderbouwen
De antwoorden op veel van deze vragen zijn niet te vinden in Political Order in Changing Societies; en een nieuwe blik op Huntingtons thematiek vraagt om een uitgebreide verheldering van deze onderwerpen. Vandaar dit boek, over de historische achtergronden van instellingen, maar ook over het proces van politiek verval.
Hij illustreert dit door de politiek-maatschappelijke situatie van Melanesische maatschappijen zoals Papoea-Nieuw-Guinea uit te leggen, die in stammen georganiseerd zijn op basis van (veronderstelde) verwantschap. Toen het Westminster-systeem in de postkoloniale periode werd ingevoerd, zorgde dat voor grote problemen zoals nepotisme en buitenlandse exploitatie door Chinees-Maleisische houtkapbedrijven.

Fukuyama geeft mee dat dit het eerste boek is in een geplande tweedelige serie, waardoor het belangrijk is om deze twee werken als één project te begrijpen. Dit boek zal ingaan
"(...) op de ontwikkeling van de politiek in voormenselijke tijden tot aan de vooravond van de Franse en de Amerikaanse Revolutie (...) [waarbij] de menselijke prehistorie, de oorsprong van de staat, de rechtsorde en uiteindelijk politieke verantwoording aan de orde komen."

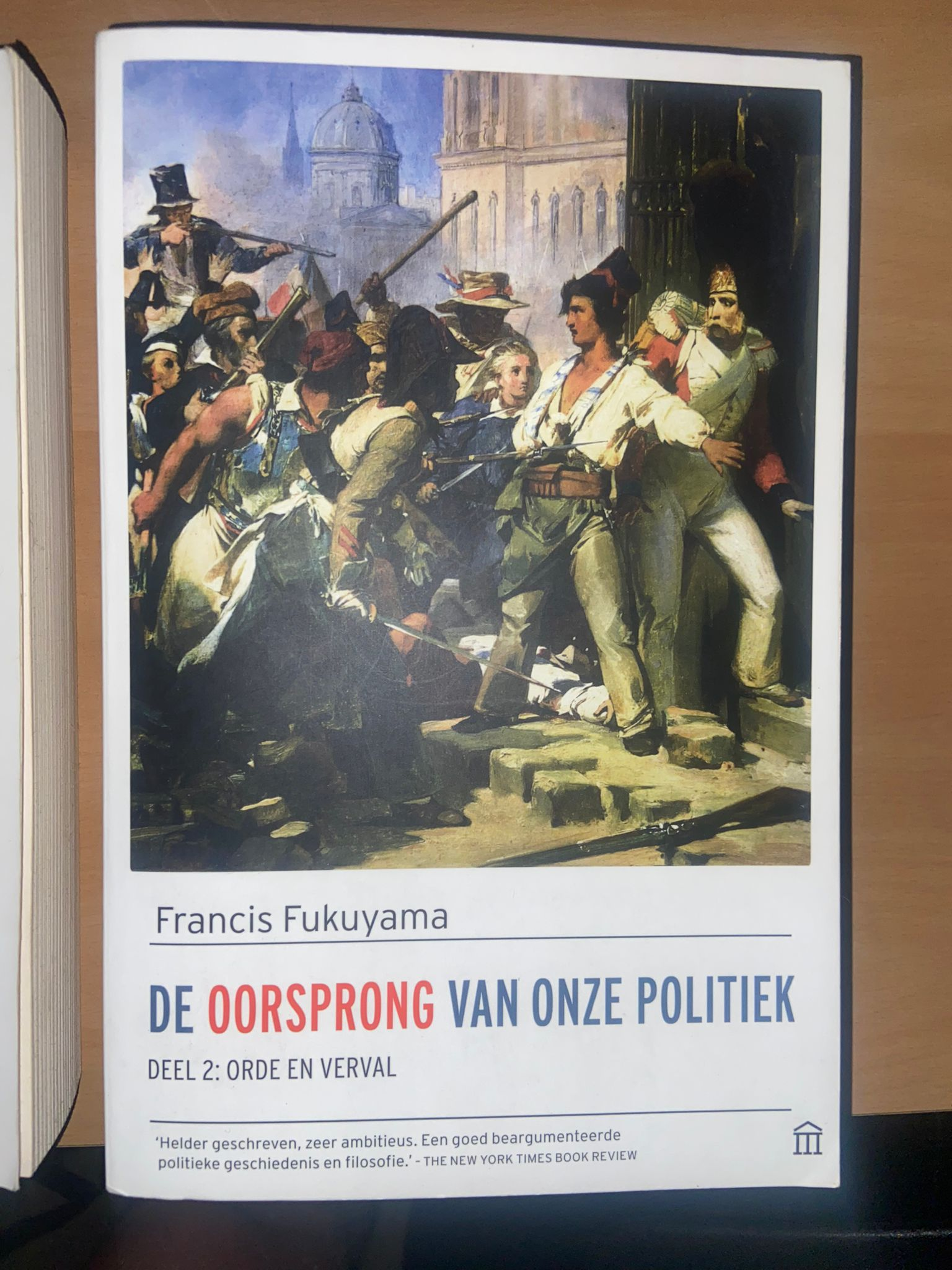
De omslag van het boek De oorsprong van onze politiek II: Orde en verval, van professor Francis Fukuyama.

In het tweede boek De oorsprong van onze politiek II: Orde en verval bespreekt Fukuyama de ontwikkeling van politiek
"(...) van de Franse Revolutie tot aan het heden en zal worden ingegaan op de ontwikkeling van de politiek in de hedendaagse ontwikkelingslanden, met speciale aandacht voor de impact die westerse instellingen hadden op niet-westerse samenlevingen die wilden moderniseren. Daarna zal er worden beschreven hoe de politieke ontwikkeling zich voltrekt in de wereld van nu."
De reden om deze twee perioden van elkaar te scheiden, is dat ze een andere dynamiek hebben op het vlak van politieke ontwikkelingen door veranderingen in andere domeinen van de samenleving:
"Nadat de Industriële Revolutie had plaatsgevonden en menselijke samenlevingen de malthusiaanse omstandigheden achter zich hadden gelaten waarin ze zich tot dan toe hadden bevonden, ontstond er een nieuwe dynamiek in het proces van maatschappelijke verandering, die grote politieke gevolgen zou hebben. Lezers van dit deel zouden het idee kunnen krijgen dat enkele van de lange historische bewegingen die hier beschreven worden impliceren dat samenlevingen vast zitten aan hun geschiedenis, maar de omstandigheden in onze tijd zijn totaal veranderd, veel dynamischer geworden."

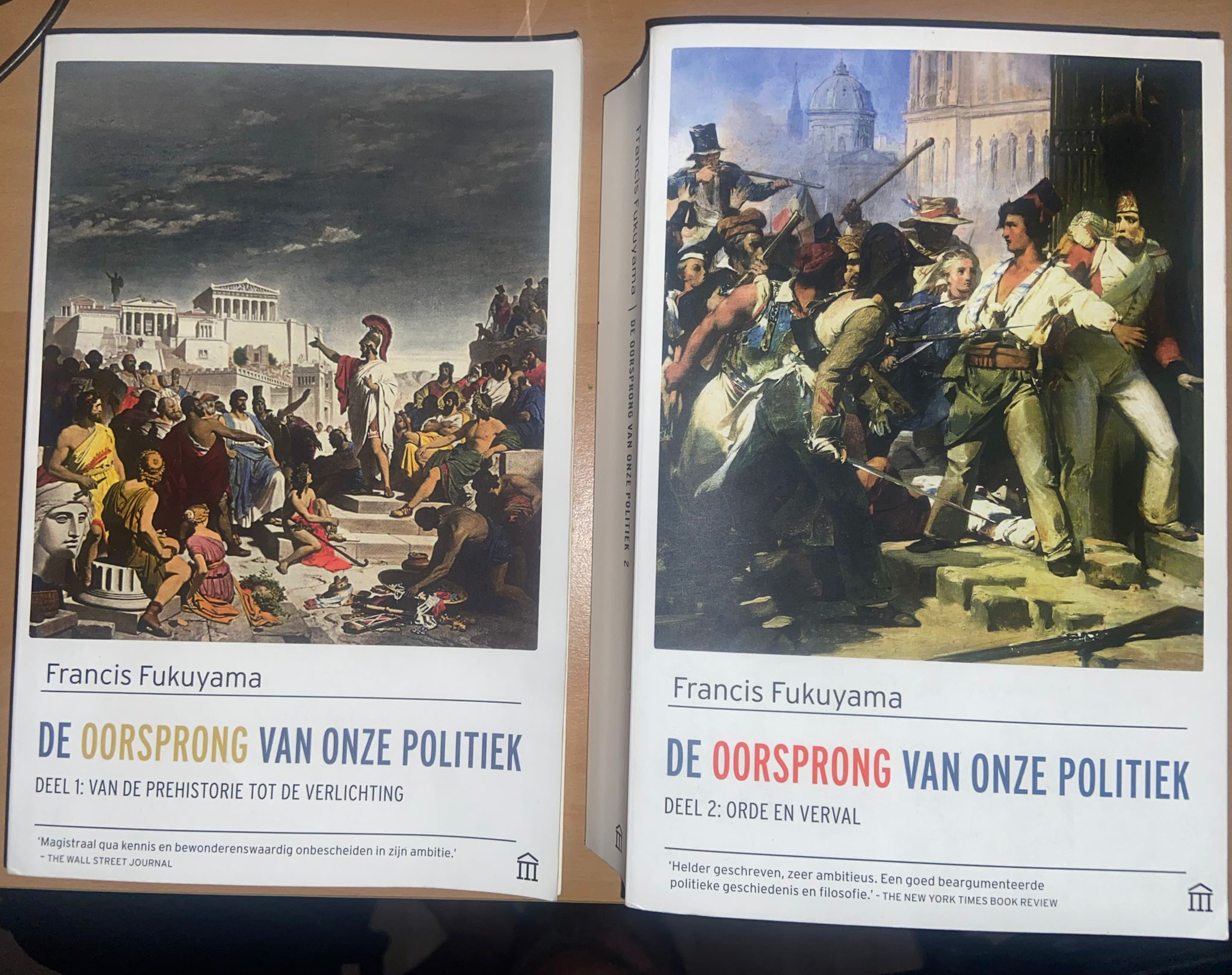
De tweedelige serie van professor Francis Fukuyama De oorsprong van onze politiek over politieke ontwikkeling.

Fukuyama waarschuwt dat hij veel diverse onderzoeksgebieden en samenlevingen behandelt en vergelijkt; daardoor is de kans op feitelijke of interpretatieve fouten aanzienlijk, ook al heeft hij zich naar eigen woorden "zoveel mogelijk door deskundigen laten beoordelen". Hoewel de afzonderlijke hoofdstukken voor specialisten van een bepaalde tijdsperiode of regio onvoldoende uitgewerkt zullen zijn, heeft het  waarde om een breed comparatief perspectief te houden om tot doeltreffende vaststellingen te komen, beweert Fukuyama. Hij bekritiseert dat al te beperkte onderzoeksonderwerpen ertoe kunnen leiden dat
"[s]ommige van de meer algemene patronen in de ontwikkeling van de politiek (...) domweg niet zichtbaar [worden] (...)"

### Deel 3: De rechtsorde

#### [21] Stationaire bandieten

##### Of goed bestuur gehandhaafd kan worden in een staat zonder tegengewicht voor de uitvoerende macht
“Het is veel waarschijnlijker dat culturele opvattingen ten aanzien van wetenschap, onderwijs en vernieuwing verklaren waarom China het in de voorgaande eeuwen zo slecht deed in de wereldwijde wedloop van de economie en het tegenwoordig zo goed doet, dan dat het ligt aan een fundamentele fout in zijn politieke instellingen.” 

### Deel 4: De verantwoordelijke overheid

#### [28] Waarom verantwoording? Waarom absolutisme?

##### De weg naar Denemarken
“Het is moeilijk je een groter contrast voor te stellen dan dat tussen het Scandinavische en het Russische platteland aan het begin van de negentiende eeuw, ondanks hun geografische nabijheid en de klimatologische overeenkomsten.”

##### De relevantie van historische discussie voor de democratische worstelingen in het heden
“Het verhaal over de opkomst van de Deense democratie wemelt van het historisch toeval en samenlopen van omstandigheden, die zich in andere samenlevingen nooit zullen herhalen. De Denen bewandelden een heel andere weg om op de moderne liberale democratie uit te komen dan de Engelsen, maar uiteindelijk kwamen ze op nagenoeg hetzelfde uit. Beide landen ontwikkelden een sterke staat, een rechtsorde en een verantwoordelijke overheid. Naar het zich laat aanzien is er dus een aantal verschillende ‘wegen naar Denemarken’.”

### Deel 5: Naar een theorie over de ontwikkeling van de politiek

#### [29] Politieke ontwikkeling en politiek verval

##### Mechanismen achter de ontwikkeling van de politieke orde
“Biologische evolutie is zowel specifiek als algemeen. Specifieke evolutie doet zich voor als soorten zich aanpassen aan heel specifieke omgevingen en zich differentiëren, zoals de beroemde vinken van Darwin. Maar algemene evolutie doet zich ook voor als bepaalde succesvolle groepen organismen zich snel vermenigvuldigen in plaatselijke omgevingen. Zo waren er grote algemene overgangen van eencellige naar meercellige organismen, van aseksuele naar seksuele voortplanting, van dinosauriërs naar zoogdieren, enzovoort. Hetzelfde geldt voor de politieke ontwikkeling. Toen gedragsmatig moderne mensen ongeveer vijftigduizend jaar geleden uit Afrika vertrokken en zich over de wereld verspreidden, pasten ze zich aan aan de verschillende plaatselijke omgevingen die ze tegenkwamen en ontwikkelden ze verschillende talen, culturen en instellingen. Tegelijkertijd ontdekten bepaalde samenlevingen sociale organisatievormen die grote voordelen boden, en zo kwam het tot algemene overgangen van groepen naar stammen naar staten. Bij de samenlevingen op staatsniveau versloegen of absorbeerden de samenlevingen met een effectievere organisatie de minder effectieve, om zo hun eigen sociale organisatievorm te verbreiden. Bij politieke instellingen was er derhalve zowel differentiëring als convergentie.” 

##### De politieke, economische en sociale aspecten van ontwikkeling, en hun onderlinge wisselwerking in een malthusiaanse wereld

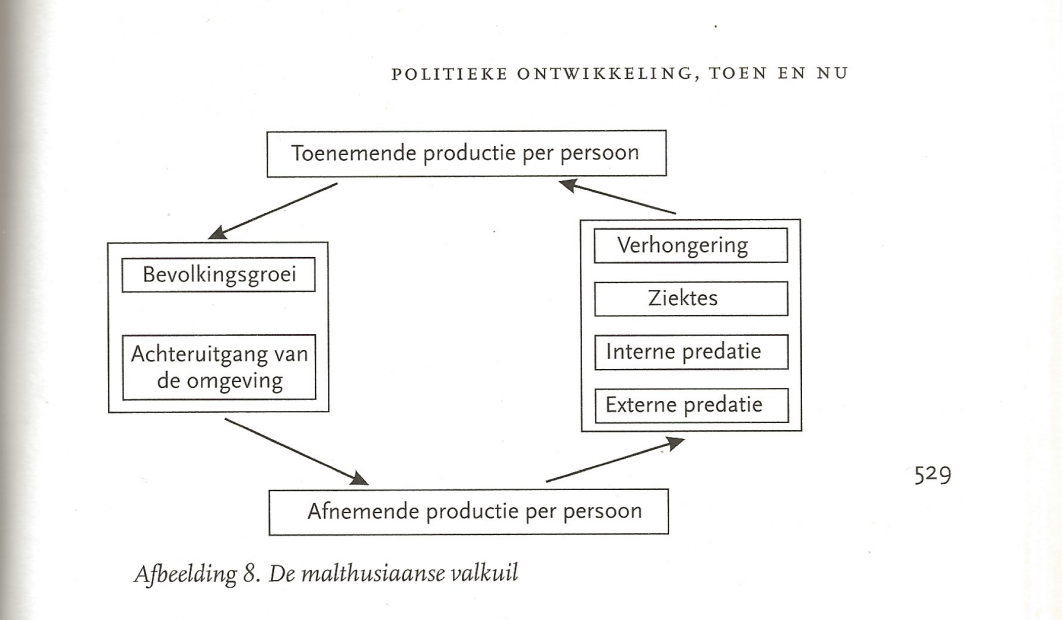
Een illustratie van de 'malthusiaanse valkuil' m.b.t. economische ontwikkeling in de pre-industriële wereld. (Fukuyama, 529)

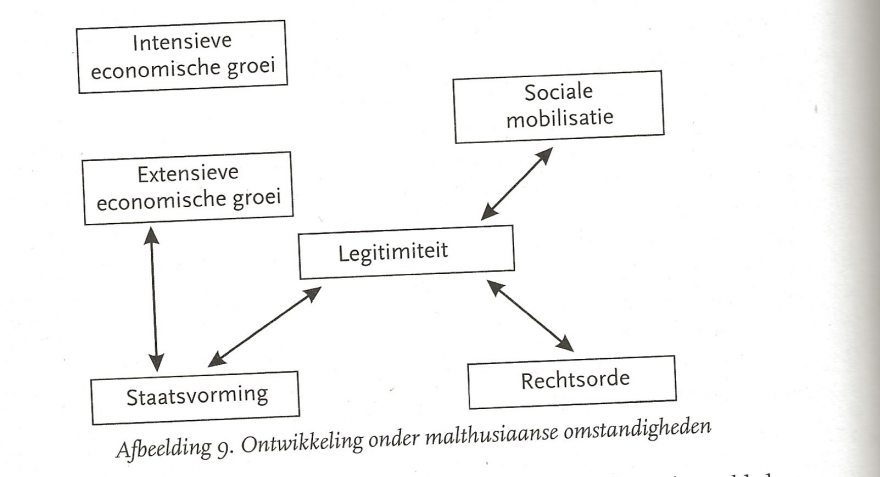
Een illustratie van de aspecten van ontwikkeling, zoals deze zich in pre-industriële maatschappijen voordeden. (Fukuyama, 530)

##### Hoe deze aspecten nu op elkaar inwerken

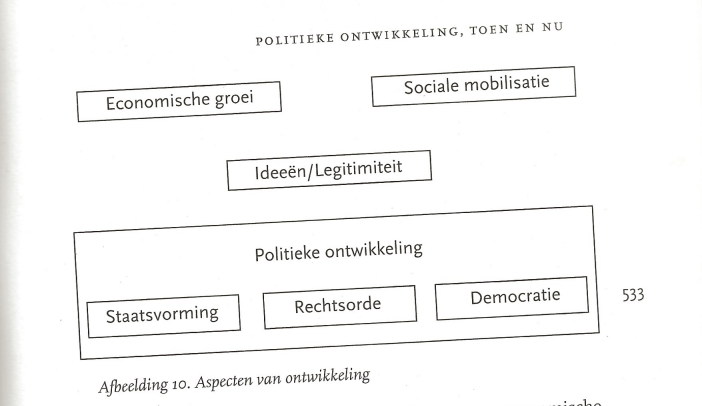
Aspecten van ontwikkeling volgens professor dr. Fukuyama: economische groei; sociale mobilisatie; ideeën en legitimiteit; politieke ontwikkeling, bestaande uit (1) staatsvorming; (2) rechtsorde; en (3) democratie. (Fukuyama, 533)

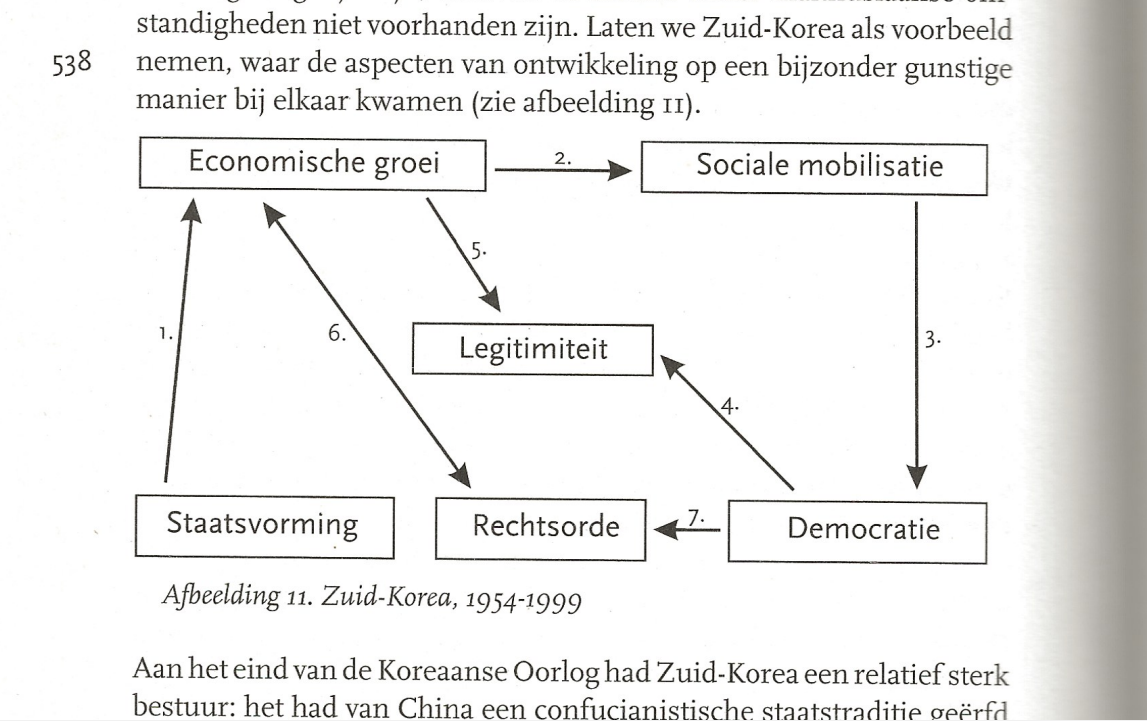
Het ontwikkelingspad van Zuid-Korea in het naoorlogse tijdperk tot eind twintigste eeuw. Dit is een illustratie van een pad genomen door een ontwikkelingsland tot een moderne liberaal-democratische rechtsstaat, volgens Fukuyama. (Fukuyama, 538) Fukuyama betoogt dat het land na de de Tweede Wereldoorlog en de Koreaanse Oorlog een relatief sterk bestuur kende omwille van de eeuwenoude Chinees-confucianistische invloed en import van moderne instelling via het Japanse kolonialisme over het schiereiland tussen 1905 en 1945. Pijl 1. Het militair-autoritair bewind bevordert de industrialisering van het land door sterke staatssturing. Hierdoor komt economische groei op gang en ontstaat er welvaart. Pijl 2. Door economische groei ontstaan sociale actoren, zoals vakbonden, studenten en kerkgroepen, die daarvoor nauwelijks bestonden. Zij verzetten zich tegen het autoritaire bewind. Pijl 3. Het maatschappelijke middenveld weet uiteindelijk het leger te verdrijven van de politieke macht. Verkiezingen worden georganiseerd, waarin meerdere partijen het tegen elkaar opnemen voor de stemmen van de bevolking van het land. Pijl 4. De democratische procedures die geregeld plaatsvinden en die politieke leiders verantwoording doet afleggen aan de bevolking, versterkt de legitimiteit van het Zuid-Koreaanse bestuurssysteem. Pijl 5. De economische groei die zich voortzet na de transitie naar een democratie, bevordert de legitimiteit van het politieke bestel in Zuid-Korea. Pijl 6. Het bestaan van een rechtsorde bevordert economische groei, bijvoorbeeld door bescherming van eigendommen. Op zijn beurt bevordert economische groei het respect voor de rechtsorde. Pijl 7. De machtigste figuren binnen de Zuid-Koraanse maatschappij moeten zich houden aan de wet om populariteit te behouden of verwerven, waardoor de rechtsorde versterkt. (Fukuyama, 538-542)

##### Aankondigingen van de moderne wereld

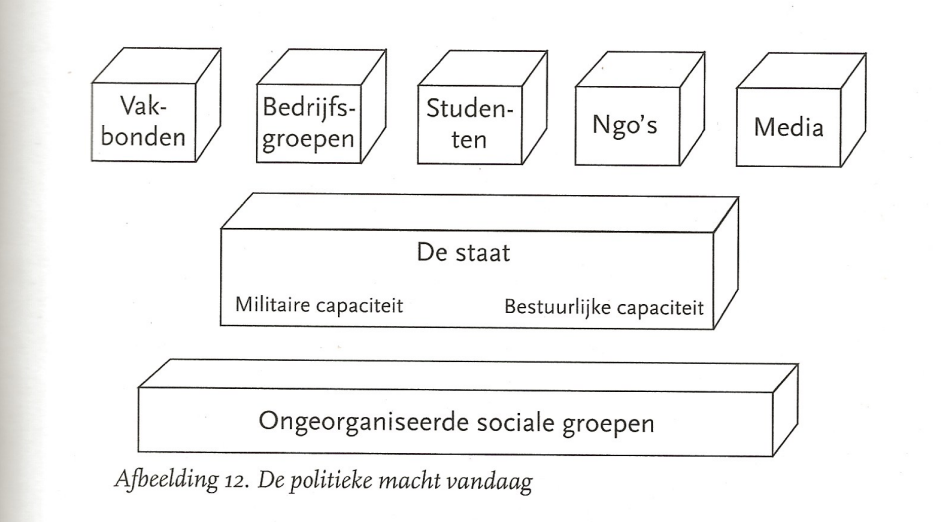
De machtsverdeling volgens Fukuyama in moderne, ontwikkelde landen. (Fukuyama, 545)

## Voetnoten
1. 1 2 3 4  Francis Fukuyama: The Origins of Political Order: From Prehuman Times to the French Revolution.
2. ↑  Fukuyama, Francis. De oorsprong van onze politiek II: Orde en verval. Atlas Contact.
3. 1 2  Fukuyama, Francis (september 2019). De oorsprong van onze politiek I: Van de prehistorie tot de Verlichting. Atlas Contact, p. 511.
4. ↑  Fukuyama, Francis. De oorsprong van onze politiek 1, p. 119-282.
5. ↑  Fukuyama. De oorsprong van onze politiek I, p. 283-366.
6. ↑  De oorsprong van onze politiek I, p. 376-494.
7. ↑  De oorsprong van onze politiek I, p. 91.
8. ↑  De oorsprong van onze politiek I, 121-180; 250-266; 267-282; 406-425.
9. ↑  De oorsprong van onze politiek I, p. 495-548.
10. ↑  De oorsprong van onze politiek 1, p. 9.
11. ↑  p. 9-10
12. ↑  p. 10
13. ↑  p. 10-14
14. ↑  p. 10-13
15. ↑  p. 13
16. ↑  p. 13-14
17. 1 2 3  p. 14
18. ↑  p. 365
19. ↑  p. 491
20. ↑  p. 493
21. ↑  p. 509

## Trivia
- Francis Fukuyama - Wikipedia-artikel over de auteur
- Francis Fukuyama - Stanford University - informatie over de auteur van Stanford University, de academische instelling waar hij anno 2023 werkt
- Francis Fukuyama - American Purpose - informatie over de auteur op het Amerikaanse magazine American Purpose waarvan Fukuyama anno 2023 de voorzitter en een redacteur is, en waar hij dikwijls artikelen op schrijft onder de reeks Frankly Fukuyama
- Frankly Fukuyama - YouTube - het kanaal van de auteur op het socialemediaplatforum YouTube, gebonden aan zijn werk bij het magazine American Purpose
- Francis Fukuyama - CDDRL - informatie over de auteur van Center on Democracy, Development and the Rule of Law, een onderzoeks- en trainingsproject van Stanford University met betrekking tot mondiale ontwikkeling waaraan Fukuyama als professor deelneemt
- Francis Fukuyama - X/Twitter - het account van de auteur op het socialemediaplatforum X
- Francis Fukuyama - Atlas Contact - informatie over de auteur bij de Nederlandse uitgever van het boek Atlas Contact; ook de andere in het Nederlands vertaalde werken van Fukuyama staan erbij
- The Origins of Political Order: From Prehuman Times to the French Revolution - Farrar, Straus and Giroux - de originele Engelstalige versie van het boek op de website van de oorspronkelijke uitgever
- De oorsprong van onze politiek 1 - Atlas Contact - de Nederlandse vertaling van het boek op de website van de Nederlandse uitgever